# 永岡桂子
永岡 桂子（ながおか けいこ、1953年〈昭和28年〉12月8日 - ）は、日本の政治家。自由民主党所属の衆議院議員（7期）。同党幹事長代理。
文部科学大臣（第29代）、教育未来創造担当大臣（第2次岸田第1次改造内閣）、文部科学副大臣（第4次安倍第2次改造内閣）、厚生労働副大臣（第2次安倍改造内閣・第3次安倍内閣）、農林水産大臣政務官（第1次安倍内閣）、衆議院消費者問題に関する特別委員長、同文部科学委員長、自由民主党政務調査会副会長、同マルチメディア局次長などを歴任。夫は衆議院議員を務めた永岡洋治。

## 略歴

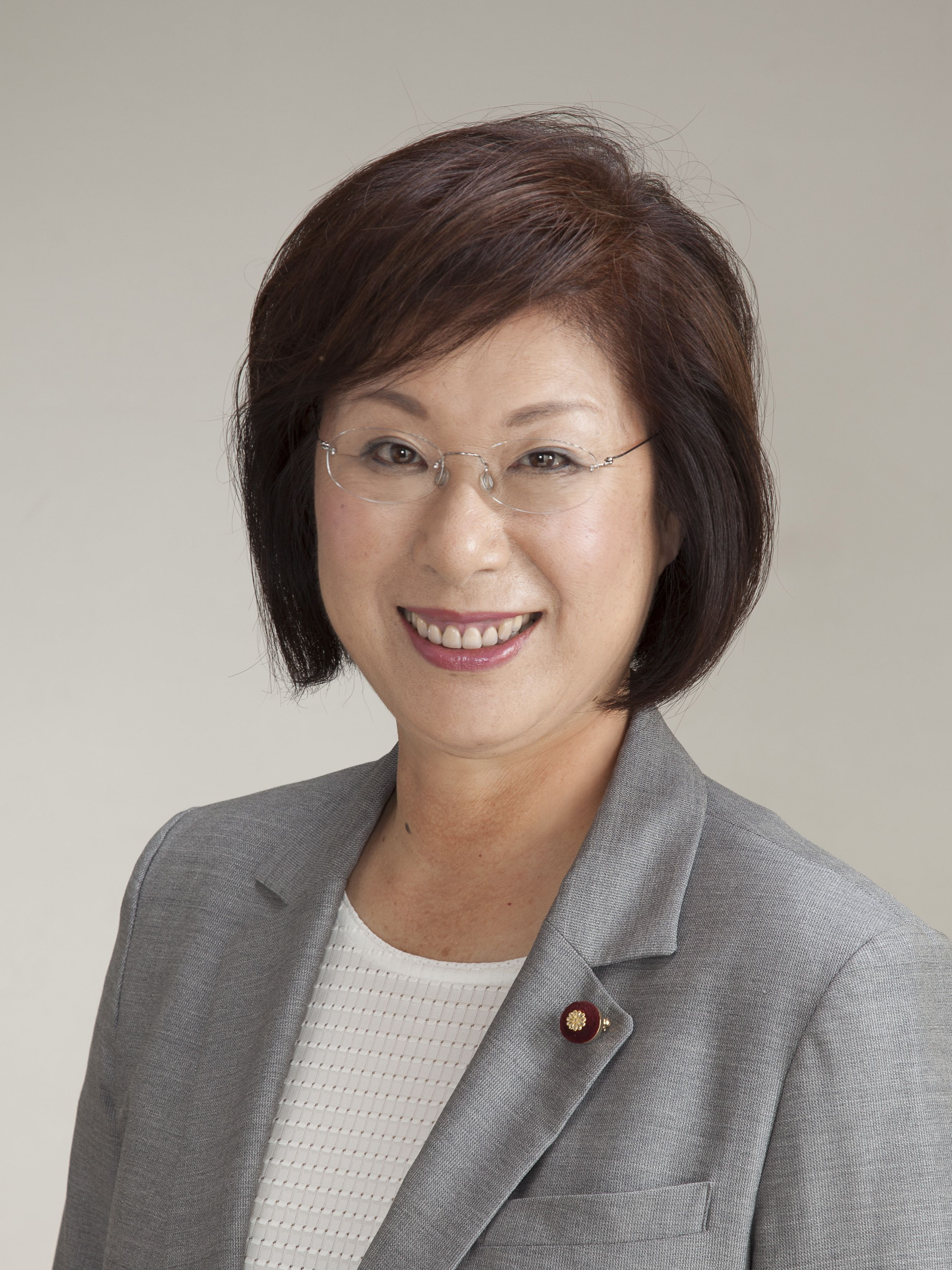
文部科学副大臣の就任に際して公表された肖像写真

東京都渋谷区出身。父は飼料会社社長である。学習院女子中等科、学習院女子高等科、学習院大学法学部卒業。1978年1月に結婚。
2005年8月1日、郵政国会の衆議院本会議で郵政法案に賛成票を投じた夫・洋治が自殺したため、夫の跡を継いで、直後の第44回衆議院議員総選挙に、急遽茨城7区から自民党公認で出馬。無所属の元職・中村喜四郎に敗れるも、比例北関東ブロックで復活し、初当選した。
2006年9月発足の第1次安倍内閣では、農林水産大臣政務官に就任。その後、麻生派に入会。
2009年第45回衆議院議員総選挙では再び中村に敗れたが、比例復活で2選。
2010年に編成された自由民主党シャドウ・キャビネットでは、内閣府の消費者・食品安全担当副大臣に就任。2011年に福島第一原子力発電所事故が発生して、北関東産の野菜に対する風評被害が広がると、自民党本部で東北・関東の野菜を食べる会を開催した。2012年の第46回衆議院議員総選挙では三たび中村に敗れるも、比例復活で3選。
2014年9月3日、第2次安倍改造内閣で厚生労働副大臣に就任。同年12月の第47回衆議院議員総選挙では四たび中村に敗れるも、比例復活で4選。
2016年9月、衆議院文部科学委員長に就任。2017年の第48回衆議院議員総選挙では中村に五たび敗れるも、比例復活で5選。
2018年10月、第4次安倍改造内閣で、文部科学副大臣に就任。
2019年10月、自由民主党副幹事長。2020年10月、衆議院消費者問題に関する特別委員会委員長に就任に就任。
2021年、第49回衆議院議員総選挙では、中村が立憲民主党公認で出馬したことに伴い、前回まで中村を推薦していた公明党が打って変わり永岡を推薦。さらに選挙区内の全首長からの支援を得て、初めて選挙区で中村を破り6選を決めた。
2022年8月10日に発足した第2次岸田第1次改造内閣において、文部科学大臣に就任した。
2024年9月12日、自民党総裁選挙が告示され、9人が立候補した。永岡は同じ麻生派の河野太郎の推薦人に名を連ねた。投票日前日の9月26日夜、麻生派幹部6人は都内のホテルに集まり、決選投票に高市早苗が残った場合は高市を支持する方針を決定した。会長の麻生太郎はさらに踏み込み、河野などの陣営に入っていた派閥メンバーに対し、側近議員を通じて「1回目の投票から高市に入れろ」と指示を飛ばした。同日22時半頃、産経新聞は、麻生が1回目の投票から高市を支援するよう自派閥の議員に指示を出したことをスクープした。9月27日総裁選執行。高市は1回目の議員投票で、報道各社の事前調査での30～40票を大きく上回る72票を獲得した。党員数と合わせた得票数は1位だったが、決選投票で石破茂に敗れた。永岡は1回目は河野に投票し、決選投票では石破に投じた。
同年9月24日、中村喜四郎が次期衆院選不出馬を表明。同月26日、長男の中村勇太が後継として無所属で立候補する意向を表明した。
同年10月15日、第50回衆議院議員総選挙が公示され、茨城7区からは永岡と無所属の中村勇太の2人が立候補した。日本共産党は茨城1区から6区までそれぞれ候補者を立てたが、7区のみ外し、一騎打ちの戦いに持ち込んだ。10月17日に読売新聞が序盤情勢を発表し、「永岡と中村がしのぎを削る」と報じた。選挙区内の首長8人と県議8人は全員が自民系で、永岡が圧倒的有利とみられていたが、同党に対しては裏金問題や統一教会問題、10月23日に発覚した非公認候補への2000万円支給問題などで逆風が吹き荒れた。10月27日の投開票の結果、中村が初当選した。自民党は比例北関東ブロックで7議席を獲得。永岡は3番目の惜敗率で7期目の当選を果たした。

## 政策・主張

### 憲法
- 憲法改正について、2017年、2021年、2024年のアンケートで「賛成」と回答[37][38][39]。

- 改正すべき項目として「自衛隊の保持を明記する」「環境権に関する条項を新設する」「教育の充実に向けた環境整備を行う旨を明記する」「各都道府県から必ず1人は参議院議員を選出するよう明記する」「緊急事態に関する条項を新設する」と主張[38]。

- 憲法9条への自衛隊の明記について、2021年、2024年のNHKのアンケートで「賛成」と回答[40][39]。

- 憲法を改正し緊急事態条項を設けることについて、2021年の毎日新聞社、2024年のNHKのアンケートで「賛成」と回答[41][39]。

### 外交・安全保障
- 安全保障関連法の成立について、2017年のアンケートで「評価する」と回答[37]。

- 「他国からの攻撃が予想される場合には敵基地攻撃もためらうべきではない」との問題提起に対し、2021年のアンケートで「賛成」と回答[38]。

- 「北朝鮮に対しては対話よりも圧力を優先すべきだ」との問題提起に対し、2017年のアンケートで「賛成」と回答[37]。2021年のアンケートで「どちらかと言えば賛成」と回答[38]。

- 普天間基地の辺野古移設について、2021年のアンケートで「どちらかと言えば賛成」と回答[38]。

### ジェンダー
- 選択的夫婦別姓制度の導入についての各メディアのアンケートの結果は以下のとおり。
  - 2017年 - 朝日新聞社には「反対」と回答[37]。
  - 2021年 - 朝日新聞社には「どちらかといえば反対」と回答[38]。
  - 2024年 - NHKには回答しなかった[39]。

- 選択的夫婦別姓制度導入の議論に先立ち、「婚姻に関する民法の規定に基づき、氏に関する議論を夫婦間で行うべき」と主張[42]。

- 同性婚を可能とする法改正についての各メディアのアンケートの結果は以下のとおり。
  - 2017年 - 朝日新聞社には「反対」と回答[37]。
  - 2021年 - 朝日新聞社には「どちらかと言えば反対」と回答[38]。NHKには「どちらかといえば賛成」と回答[40]。「同性婚を制度として認めるべきだと考るか」との毎日新聞社のアンケートに対し、「認めるべきでない」と回答[41]。
  - 2024年 - NHKには回答しなかった[39]。

- 「LGBTなど性的少数者をめぐる理解増進法案を早期に成立させるべきか」との問題提起に対し、2021年の朝日新聞社のアンケートで「賛成」と回答[38]。

- クオータ制の導入について、2021年、2024年のNHKのアンケートで「賛成」と回答[40][39]。

### その他
- アベノミクスについて、2017年のアンケートで「評価する」と回答[37]。
- 安倍内閣による森友学園問題・加計学園問題への対応について、2017年のアンケートで「どちらかと言えば評価する」と回答[37]。
- 森友学園への国有地売却をめぐる公文書改竄問題で、2021年5月6日、国は「赤木ファイル」の存在を初めて認めた[43]。しかし5月13日、菅義偉首相はファイルの存在を踏まえた再調査を行わない考えを報道各社に書面で示した[44]。9月の自民党総裁選挙で総裁に選出された岸田文雄も10月11日、衆議院本会議の代表質問で再調査の実施を否定した[45]。国の対応をどう考えるかとの同年の毎日新聞社のアンケートに対し「これ以上、調査や説明は必要ない」と回答[41]。
- 親子にやさしい候補者として記事掲載。「自民党の議員の中でもとりわけ子どもにやさしい候補者」、「子どもにやさしい自民党議員の本流とも言える政治家」「いますぐにひつような政策を打ち出す強い覚悟」として「子育ての推し候補者」となる。[46]
- コロナ禍の対応をした地域医療機関が赤字続きで倒産するというような事態を避けるべく政府へ支援を求めた。[47]
- 未婚のひとり親への寡婦控除適用を自民党母子寡婦福祉対策議員連盟、女性議員飛躍の会とともに与党税調・党幹部・官邸へ働きかけ、実現。子どもの貧困解消を訴える[48][49][50][51]。
- 養育費不払い問題については、重要視。自身が会長を務める自民党母子寡婦福祉対策議員連盟において勉強会等を開催したり、法務大臣へ要望書を提出するなどの活動を続けている[52][53]。
- 働き方改革に関しては、女性にばかり育児家事負担がかかることを問題視。男女ともに育児家事がしやすい社会が必要と主張[54]。
- 病児保育・病後児保育については、児童の心情に寄り添い、まずは保護者が容易に休暇を取得できる仕組み作りが肝要と主張[54]。
- カタカナ語や英語の多用に反対し、政府機関等の文書においてはわかりやすい表現を心がけるよう主張[54]。
- 女性宮家に反対[55]。

## 選挙歴
| 当落 | 選挙                   | 執行日         | 年齢 | 選挙区                | 政党       | 得票数    | 得票率 | 定数 | 得票順位 /候補者数 | 政党内比例順位 /政党当選者数 |
| ---- | ---------------------- | -------------- | ---- | --------------------- | ---------- | --------- | ------ | ---- | ------------------ | ---------------------------- |
| 比当 | 第44回衆議院議員総選挙 | 2005年09月11日 | 51   | 比例北関東（茨城7区） | 自由民主党 | 8万1230票 | 38.42% | 20   | 2/4                | 6/9                          |
| 比当 | 第45回衆議院議員総選挙 | 2009年08月30日 | 55   | 比例北関東（茨城7区） | 自由民主党 | 6万4180票 | 30.05% | 20   | 3/4                | 3/6                          |
| 比当 | 第46回衆議院議員総選挙 | 2012年12月16日 | 59   | 比例北関東（茨城7区） | 自由民主党 | 5万9605票 | 31.35% | 20   | 2/5                | 3/6                          |
| 比当 | 第47回衆議院議員総選挙 | 2014年12月14日 | 61   | 比例北関東（茨城7区） | 自由民主党 | 6万5638票 | 37.96% | 20   | 2/3                | 5/8                          |
| 比当 | 第48回衆議院議員総選挙 | 2017年10月22日 | 63   | 比例北関東（茨城7区） | 自由民主党 | 6万2617票 | 39.47% | 19   | 2/3                | 2/7                          |
| 当   | 第49回衆議院議員総選挙 | 2021年10月31日 | 67   | 茨城7区               | 自由民主党 | 7万4362票 | 46.51% | 1    | 1/3                | /                            |
| 比当 | 第50回衆議院議員総選挙 | 2024年10月27日 | 70   | 比例北関東（茨城7区） | 自由民主党 | 7万7224票 | 46.97% | 19   | 2/2                | 3/7                          |

## 所属団体・議員連盟
- 自民党母子寡婦福祉対策議員連盟 会長
- 日本・コロンビア友好議員連盟 事務局長
- 自民党女性議員飛躍の会 共同代表
- 農民の健康を創る会 幹事
- 自民党たばこ議員連盟[56]
- 日本会議国会議員懇談会[57]
- 神道政治連盟国会議員懇談会[57]
- みんなで靖国神社に参拝する国会議員の会[57]
- 創生「日本」[57]
- 伝統と創造の会
- 83会
- 原発ゼロの会
- TPP交渉における国益を守り抜く会
- 家族の絆特命委員会
- 国際観光産業振興議員連盟[58]

## 書籍
- 「女性議員が永田町の壁を砕く!―自民党を変革し、日本の飛躍を図る10人の女性リーダーたち」 （2020年4月24日、ISBN9784880863702）成甲書房 著：稲田朋美／佐藤ゆかり／永岡桂子／猪口邦子／森まさこ／太田房江／高橋ひなこ／尾身朝子／杉田水脈／鈴木貴子[59]
  - 「自民党のオッチャン政治をぶち壊す!」世界経済フォーラム（WEF）の2020年報告書で「ジェンダーギャップ（男女格差）世界121位」と過去最低の日本。この現状を打破するため、「自民党を変えて、日本を変える! それができるのは女性」をスローガンに活動する、自民党内の議員連盟「女性議員飛躍の会」のメンバー10人による、女性活躍への道筋を示す政策提言書

## 論文
- CiNii収録論文 国立情報学研究所